# Michał Borczuch

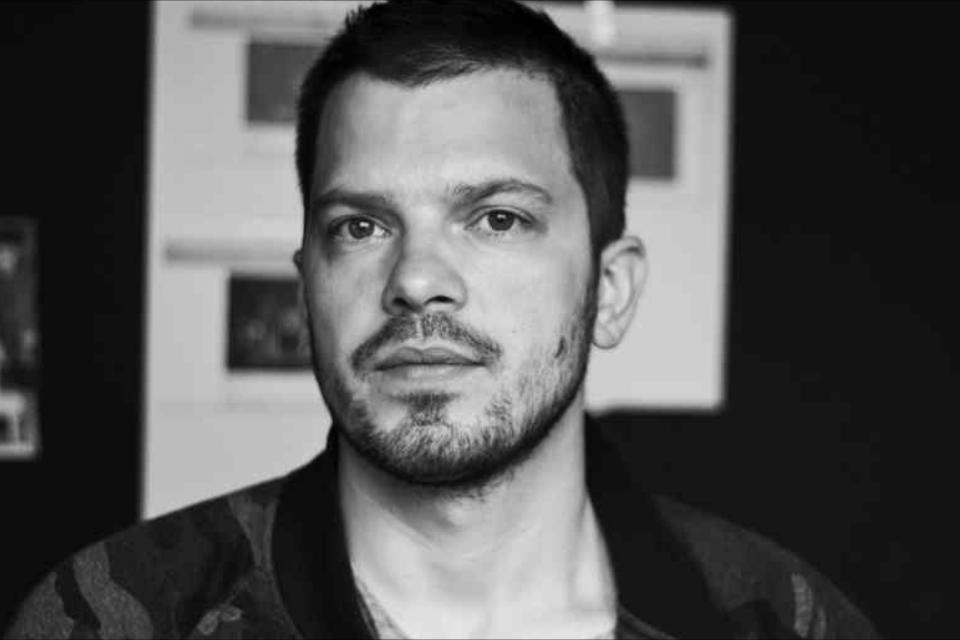
Michał Borczuch, 2014

Michał Borczuch (* 2. Juni 1979 in Krakau, Volksrepublik Polen) ist ein polnischer Theaterregisseur.

## Leben
Borczuch studierte das Fach Grafik an der Akademie der Bildenden Künste Krakau und danach das Fach Regie an der Krakauer Staatlichen Theaterhochschule (Państwowa Wyższa Szkoła Teatralna im. Ludwika Solskiego).

## Aufführungen
- 2004: KOMPOnenty von Małgorzata Owsiany am Alten Theater (Teatr Stary) in Krakau; Regie.
- 2005: Wielki człowiek do małych interesów von Aleksander Fredro; Regie und Inszenierung.
- 2007: Leonce i Lena von Georg Büchner am Teatr Dramatyczny in Warschau; Regie.
- 2007: Lulu von Frank Wedekind am Teatr Stary in Krakau; Regie.
- 2009: Portret Doriana Graya nach Oscar Wilde am Teatr Rozmaitości in Warschau; Regie.
- 2012: Das Gesicht des Krieges ist weiblich nach dem Buch von Swetlana Alexandrowna Alexijewitsch am Düsseldorfer Schauspielhaus; Textbearbeitung: Michał Borczuch und Tomasz Śpiewak, Regie: Michał Borczuch.[1]